# Bagre pinnimaculatus
Bagre pinnimaculatus är en fiskart som först beskrevs av Steindachner, 1877.  Bagre pinnimaculatus ingår i släktet Bagre och familjen Ariidae. IUCN kategoriserar arten globalt som livskraftig. Inga underarter finns listade.